# Подавце
Подавце (пол. Podawce) — село в Польщі, у гміні Папротня Седлецького повіту Мазовецького воєводства.
Населення — 120 осіб (2011).
У 1975-1998 роках село належало до Седлецького воєводства.

## Демографія
Демографічна структура станом на 31 березня 2011 року:
|          | Загалом | Допрацездатний вік | Працездатний вік | Постпрацездатний вік |
| -------- | ------- | ------------------ | ---------------- | -------------------- |
| Чоловіки | 69      | 15                 | 44               | 10                   |
| Жінки    | 51      | 7                  | 28               | 16                   |
| Разом    | 120     | 22                 | 72               | 26                   |